# Rosa van Lima
Rosa van Lima, ook wel Santa Rosa, (Lima, 20 april 1586 - Lima, 24 augustus 1617) is een Peruaanse heilige. Zij werd als eerste Latijns-Amerikaanse vrouw heilig verklaard.

## Leven
Rosa van Lima werd geboren als Isabel Flores de Olivia als tiende kind in een arm Spaans gezin. In 1590 kon ze als vierjarige lezen zonder dat iemand haar dat had geleerd. Na lectuur over Catharina van Siena besloot ze deze in 1461 heilig verklaarde Italiaanse na te volgen en haar leven aan God op te dragen.
Toen ze twintig jaar oud was trad ze in bij de derde orde van de dominicanessen. Als kloosternaam koos zij Rosa. In haar stad was er geen klooster en daarom trok ze zich terug in een hermitage achter in de tuin van haar ouders voor gebed en zelfkastijding. Ze leidde een zeer ascetisch leven en zette zich in voor wezen, ouderen en zieken. Rosa was bevriend met de heilige Martinus van Porres.
In 1617 is ze op 31-jarige leeftijd gestorven na een lange lijdensweg die eindigde in verlamming.

## Canonisatie
De eerste biografie over "Rosa Peruana" was van de hand van Leonhard Hansen en verscheen in 1664. Later dat jaar kwam ook nog een octavo-editie uit. Niet veel later, in 1668, werd ze zalig verklaard door paus Clemens IX en vervolgens op 12 april 1671 heilig verklaard door paus Clemens X. Haar vaste iconografie toont haar met een metalen kroon verborgen onder rozen en een ijzeren ketting om haar middel. Haar feestdag was eerst 30 augustus, maar tegenwoordig 23 augustus.
Rosa is de patroonheilige van Peru, Noord- en Zuid-Amerika en de Filipijnen. Rosa zou in 1668 - het jaar van haar zaligverklaring - Sittard van de zwarte pest hebben bevrijd en is sinds 1669 de beschermheilige van de stad. Daar zijn ook een kapel en een processie op de laatste zondag van augustus en een kermis in het zelfde weekend, tegenwoordig inclusief festival, naar haar genoemd. Hoewel het "algemeen bekend" is dat Rosa de stad voor de pest behoedde, ligt de werkelijkheid dichter in de buurt van het behoeden voor, een toen heersende, dysenterie-epidemie. Ook in het Zuid-Limburgse Sibbe-IJzeren is Sint Rosa patrones en wordt ter ere van haar en ter bescherming tegen ziektes en lichamelijke verwondingen van de inwoners jaarlijks de Sint Rosa-den geplant door de Joonkheid, gezegend en gewijd aan Sint Rosa, een gebruik overeenkomstig met het planten van een meiboom. Dit vindt jaarlijks plaats op de zaterdag na de patroonsdag van Sint Rosa tenzij deze op een zondag valt, dan is het op 22 augustus.
Ook is Rosa de patrones van tuinmannen en bloemisten. Haar hulp wordt ook ingeroepen bij familieruzies en verwondingen.
In Peru wordt Rosa onder meer herdacht met een afbeelding op de hoogste muntuitgave van het land, namelijk op het biljet van 200 soles.

## Galerij

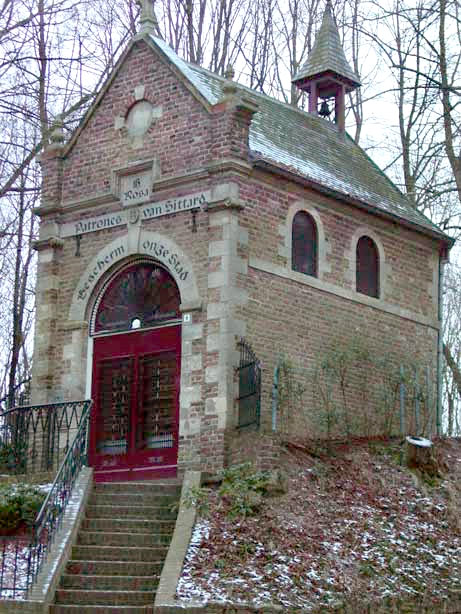
Sint-Rosakapel in Sittard
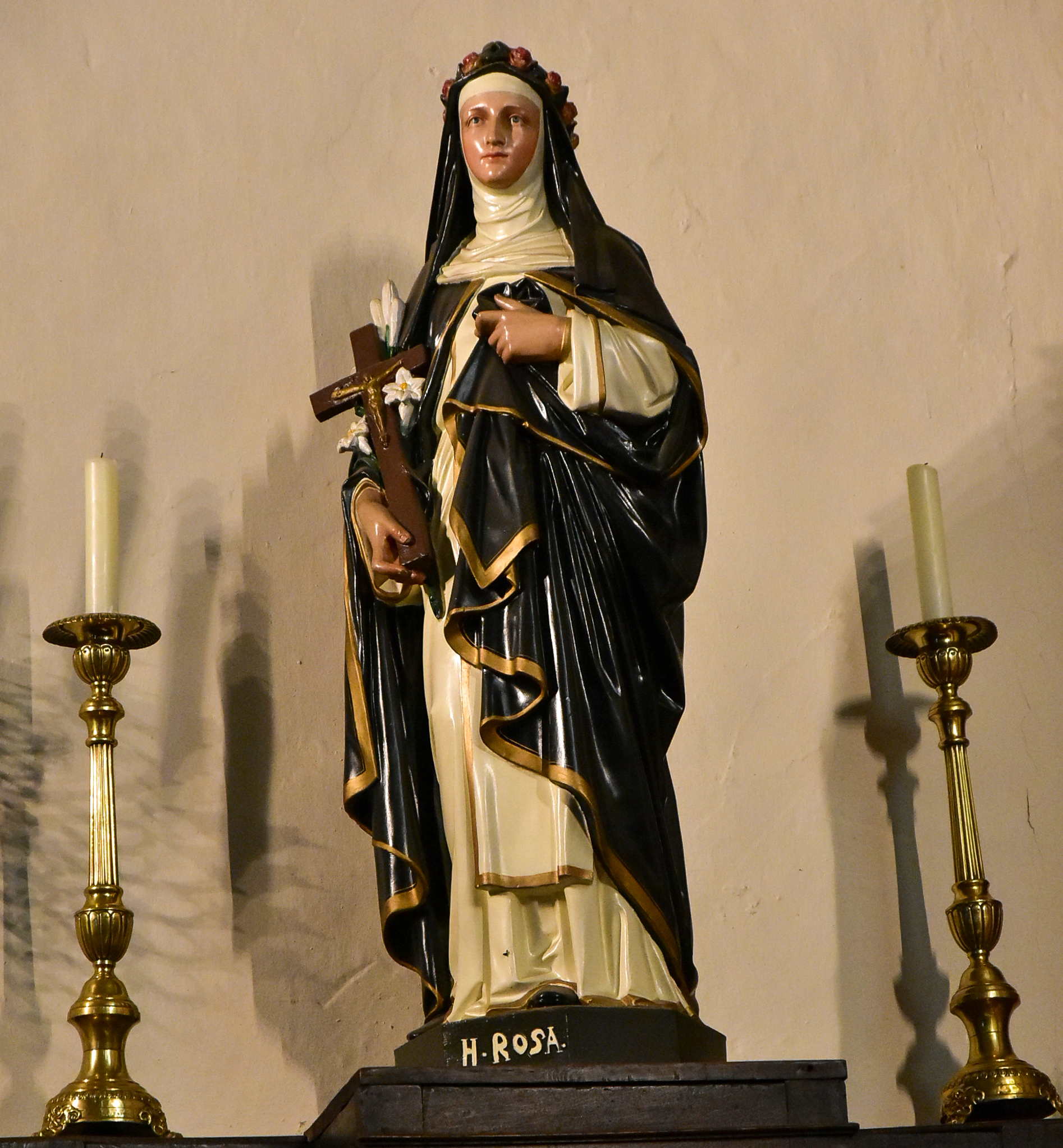
Heilige Rosa in de Sint-Michielskerk (Sittard)